# Nuova Hollywood

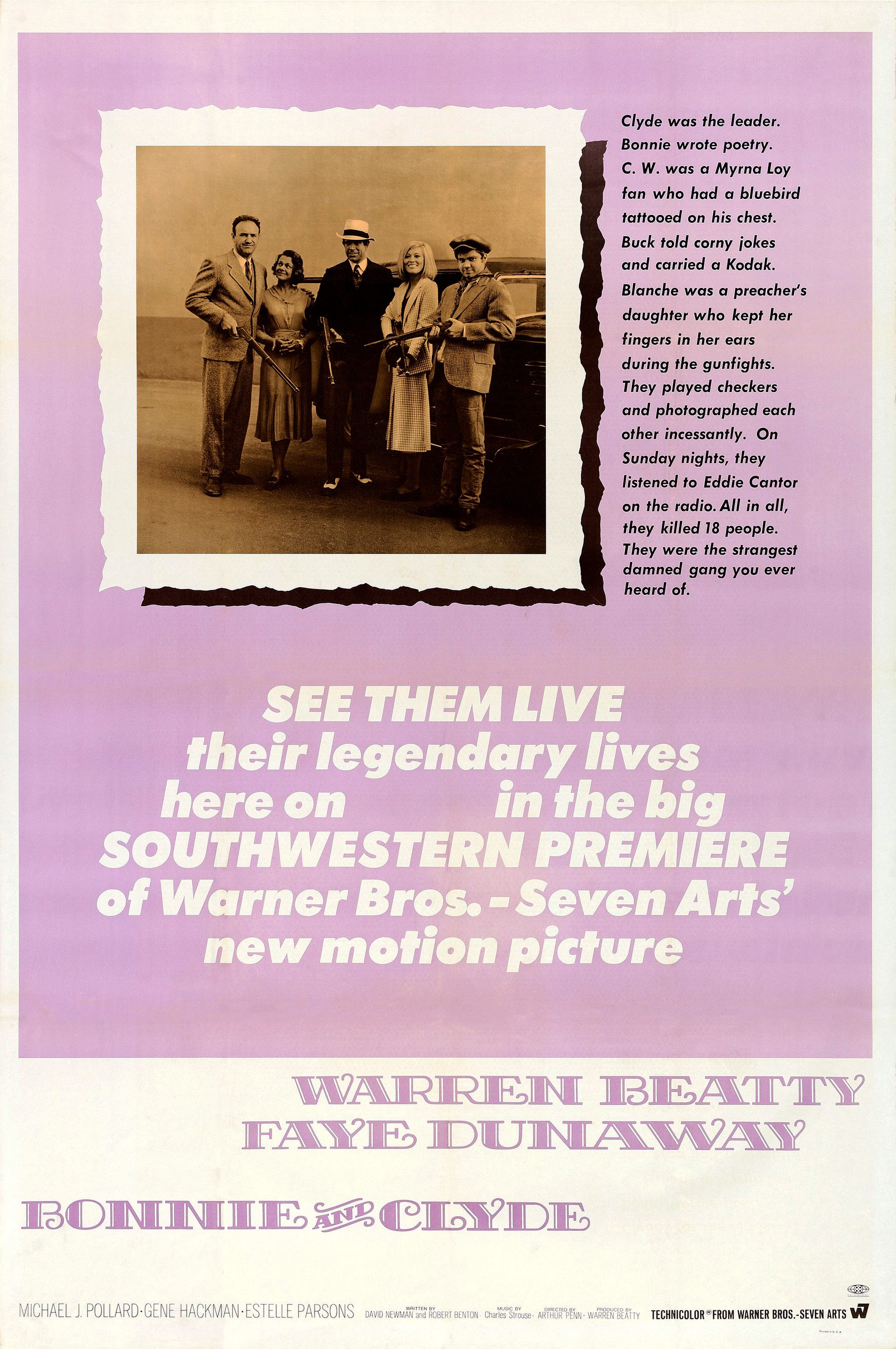
Gangster Story (1967), uno dei film che hanno definito la New Hollywood

L'espressione Nuova Hollywood (New Hollywood) designa il periodo di grande rinnovamento del cinema statunitense, avvenuto approssimativamente tra la metà degli anni sessanta ed i primi anni ottanta.

## Contesto
L'esigenza per un rinnovamento di Hollywood venne alla luce a seguito d'un periodo di forte crisi che investì il cinema statunitense dall'inizio degli anni sessanta, provocata dal drastico crollo degli spettatori - attirati dall'ormai affermatasi presenza della televisione quale mezzo d'intrattenimento di massa - e dal successo di critica e pubblico dei film europei (soprattutto dalla Francia, con la Nouvelle Vague, e dall'Italia, con gli spaghetti western) e giapponesi.
Le maggiori case produttrici, in netto contrasto con le tendenze degli spettatori più giovani, continuavano a puntare sulle grandi produzioni, stentoree e teatraleggianti, pensate appunto per un pubblico fondamentalmente tradizionalista e ben più generalista (un caso emblematico è Cleopatra, del 1963, di Joseph L. Mankiewicz e con Elizabeth Taylor, Richard Burton e Rex Harrison), il tutto mentre il tessuto sociale degli Stati Uniti veniva invece scosso violentemente dalle terribili conseguenze della guerra del Vietnam (allora raccontata in chiave propagandistica dalla cinematografia ufficiale con pellicole quali Berretti verdi, del 1968, interpretato da John Wayne e diretto dallo stesso con Ray Kellogg e John Gaddis) e dal sempre più divampante clima della contestazione giovanile e delle lotte dei vari movimenti d'emancipazione, come quello delle donne e delle minoranze (specie gli afroamericani). I produttori, però, nel rapportarsi con la produzione cinematografica, si limitarono ad analizzare i pochi film che riescono ad avere successo, cercando di sfruttare il minimo comun denominatore che li collega fra loro.
Tra i critici e storici del cinema non v'è consenso su quale sia da considerare la data che segni l'inizio di tale stagione; alcuni, infatti, sostengono che sia da collocarsi nel 1967, con i film Il laureato di Mike Nichols e Gangster Story di Arthur Penn, mentre altri ancora invece nel 1969, prendendovi per linea d'inizio il film Easy Rider, di e con Dennis Hopper, pellicola che nello stile e nei contenuti ben esemplificava ciò che costituiva l'essenza della controcultura statunitense dell'epoca.

## Nuova Hollywood

### Protagonisti
La Nuova Hollywood portò un gran rinnovamento finanziario e produttivo (con la fine della classica integrazione verticale produzione-distribuzione-esercizio, che fece nascere anche le prime produzioni indipendenti d'un certo rilievo), e coinvolse incisivamente altri settori, la musica tra tutti, fino ad aprirsi, soprattutto tra la seconda metà degli anni settanta ed i primi anni ottanta (con le prime forme di sfruttamento commerciale e transmediale e di pubblicità occulta), ad altre industrie, come quella della moda: basti pensare a Giorgio Armani nel caso di American Gigolò.
La rivoluzione più grande della Nuova Hollywood però fu quella riguardante i registi, che in seno all'organigramma cinematografico assursero in pratica a una posizione quasi autoriale, ottenendo di fatto il pressoché completo controllo creativo sui loro film. I registi più rappresentativi della Nuova Hollywood sono ritenuti: Stanley Kubrick, Martin Scorsese, Brian De Palma, Robert Altman, Sydney Pollack, Steven Spielberg, George Lucas, Michael Cimino e Francis Ford Coppola; meritano di essere menzionati anche: Paul Schrader, Jerry Schatzberg, Alan J. Pakula, Arthur Penn, Mike Nichols, Sam Peckinpah, Hal Ashby (autore di Oltre il giardino), Bob Rafelson, Ralph Nelson (autore di Soldato blu), Peter Bogdanovich, John Carpenter, George Romero, Wes Craven, Walter Hill, John Landis, Joe Dante, Tobe Hooper, Jonathan Demme e Dennis Hopper. A questi si tende ad aggiungere, ritagliando loro un posto del tutto particolare, autori europei come Sergio Leone, Roman Polański e Miloš Forman.
Dal punto di vista attoriale, invece, la Nuova Hollywood segnò l'avvento d'una generazione d'interpreti maschili praticamente agli antipodi dallo star system degli anni precedenti che, anziché incarnare un ideale modello virile legato al romanticizzato stile di vita americano, rispecchiavano adesso l'uomo qualunque nelle sue più disparate sfaccettature (anche quelle meno edificanti e positive), calato in circostanze e situazioni molto più complesse e ben radicate nelle problematiche sociali dell'epoca, alle prese con le stesse difficoltà e tribolazioni della gente comune - comprese quelle più marginali e problematiche - che li vedeva sul grande schermo: Robert De Niro, Jack Nicholson, Al Pacino, Dustin Hoffman, Gene Hackman, Warren Beatty, Robert Redford, Christopher Walken, Roy Scheider e Richard Dreyfuss (a cui vengono generalmente associati anche Marlon Brando, Steve McQueen e Paul Newman, gli unici interpreti che si distinsero in questa stagione avendo però avuto modo di mettersi in mostra già nel precedente cinema narrativo classico hollywoodiano).
Sul versante femminile, le attrici si ritagliarono ruoli sempre più forti e indipendenti, palesando una sensualità più sincera e terrena di quella rappresentata dai canoni estetici delle dive della Hollywood classica e richiedenti un meccanismo d'identificazione da parte del pubblico basato su elementi completamente diversi: Faye Dunaway, Meryl Streep, Diane Keaton, Liza Minnelli, Sally Field, Glenn Close, Glenda Jackson, Barbra Streisand, Jane Fonda, Gena Rowlands e Mia Farrow.

### Temi e generi
Dal punto di vista delle tematiche la Nuova Hollywood portò alla ribalta argomenti sino ad allora tabù: la solitudine e l'inquietudine giovanili (Cinque pezzi facili, Taxi Driver, Strada a doppia corsia), la sessualità esplicita della donna (Gangster Story), nuovi modi d'intendere i rapporti d'amore (Harold e Maude), la condizione difficile della donna nella società americana (Una moglie, Una donna tutta sola, Non torno a casa stasera), una riflessione critica sulla storia delle minoranze etniche (il western passerà così all'opposta narrazione revisionista, con Piccolo Grande Uomo, Soldato blu e Buffalo Bill e gli indiani), e sulla guerra (M*A*S*H, Tornando a casa, Il cacciatore, Apocalypse Now), e un uso molto fitto del turpiloquio (Conoscenza carnale).
Nell'ambito della Nuova Hollywood i generi cinematografici furono rinnovati e contaminati. Sam Peckinpah portò nel western una violenza mai vista prima, grazie a William Friedkin e a Don Siegel il poliziesco si fece più realistico (Il braccio violento della legge, Ispettore Callaghan: il caso Scorpio è tuo!), il dramma urbano prese a rispecchiare maggiormente la realtà delle metropoli americane (Taxi Driver, Mean Streets, Un uomo da marciapiede), il film di guerra si mischiò alla commedia (M*A*S*H), il musical divenne più cupo e senza lieto fine (New York, New York) mentre la fantascienza, prima cupa e scientista, scoprì l'epico e il meraviglioso (Guerre stellari -caso tra l'altro rilevante di cast composto da più consolidati mostri sacri come Alec Guinness e Peter Cushing assieme a nuovi volti come Mark Hamill, Harrison Ford e Carrie Fisher-, Incontri ravvicinati del terzo tipo).

### Fine
Nel 1975 Lo squalo di Steven Spielberg ottenne un grande successo di pubblico e di critica e mostrò come anche la Nuova Hollywood potesse incassare tanto (traguardo raggiunto ancor più da Spielberg nel 1982 col film E.T. l'extra-terrestre). Ma i grandi successi segnarono anche l'inizio della fine dell'era dando il via al filone dei cosiddetti blockbuster, con i quali i produttori tornarono alla carica, riprendendo a produrre film colossal molto costosi.
Nel 1980, infatti, uscì Toro scatenato, considerato l'ultimo capolavoro della Nuova Hollywood. Nel 1981, infine, il gigantesco flop de I cancelli del cielo, diretto da Michael Cimino, determinò la bancarotta della United Artists e segnò la fine del potere dei registi, che si videro tolto il final cut e dovettero nuovamente lottare con i produttori per raggiungere il controllo completo dei loro film.

## Filmografia parziale
Di seguito è riportato un elenco cronologico di film degni di nota che sono generalmente considerati produzioni "New Hollywood".
- Il dottor Stranamore (Doctor Strangelove), regia di Stanley Kubrick (1964)
- Mickey One, regia di Arthur Penn (1965)
- I selvaggi (The Wild Angels), regia di Roger Corman (1966)
- Chi ha paura di Virginia Woolf? (Who's Afraid of Virginia Woolf?), regia di Mike Nichols (1966)
- La caccia (The Chase), regia di Arthur Penn (1966)
- Operazione diabolica (Seconds), regia di John Frankenheimer (1966)
- Il laureato (The Graduate), regia di Mike Nichols (1967)
- La calda notte dell'ispettore Tibbs (In the Heat of the Night), regia di Norman Jewison (1967)
- Indovina chi viene a cena? (Guess Who's Coming to Dinner), regia di Stanley Kramer (1967)
- Gangster Story (Bonnie & Clyde), regia di Arthur Penn (1967)
- La notte dei morti viventi (Night of the Living Dead), regia di George A. Romero (1968)
- La strana coppia (The Odd Couple), regia di Gene Saks (1968)
- Rosemary's Baby - Nastro rosso a New York (Rosemary's Baby), regia di Roman Polański (1968)
- Il pianeta delle scimmie (Planet of the Apes), regia di Franklin J. Schaffner (1968)
- 2001: Odissea nello spazio (2001: A Space Odyssey), regia di Stanley Kubrick (1968)
- Easy Rider - Libertà e paura (Easy Rider), regia di Dennis Hopper (1969)
- Il mucchio selvaggio (The Wild Bunch), regia di Sam Peckinpah (1969)
- Butch Cassidy (Butch Cassidy and the Sundance Kid), regia di George Roy Hill (1969)
- Bob & Carol & Ted & Alice, regia di Paul Mazursky (1969)
- Un uomo da marciapiede (Midnight Cowboy), regia di John Schlesinger (1969)
- Mariti (Husbands), regia di John Cassavetes (1970)
- Il piccolo grande uomo (Little Big Man), regia di Arthur Penn (1970)
- Il clan dei Barker (Bloody Mama), regia di Roger Corman (1970)
- Fragole e sangue (The Strawberry Statement), regia di Stuart Hagmann (1970)
- Love Story, regia di Arthur Hiller (1970)
- Cinque pezzi facili (Five Easy Pieces), regia di Bob Rafelson (1970)
- Soldato blu (Soldier Blue), regia di Ralph Nelson (1970)
- M*A*S*H, regia di Robert Altman (1970)
- Cane di paglia (Straw Dogs), regia di Sam Peckinpah (1971)
- Panico a Needle Park (The Panic in Needle Park), regia di Jerry Schatzberg (1971)
- 1975: Occhi bianchi sul pianeta Terra (The Omega Man), regia di Boris Sagal (1971)
- Conoscenza carnale (Carnal Knowledge), regia di Mike Nichols (1971)
- L'uomo che fuggì dal futuro (THX 1138), regia di George Lucas (1971)
- Duel, regia di Steven Spielberg (1971)
- Punto zero (Vanishing Point), regia di Richard C. Sarafian (1971)
- Harold e Maude (Harold and Maude), regia di Hal Ashby (1971)
- Una squillo per l'ispettore Klute (Klute), regia di Alan J. Pakula (1971)
- Il re dei giardini di Marvin (The King of Marvin Gardens), regia di Bob Rafelson (1971)
- Il braccio violento della legge (The French Connection), regia di William Friedkin (1971)
- Ispettore Callaghan: il caso Scorpio è tuo! (Dirty Harry), regia di Don Siegel (1971)
- Arancia meccanica (A Clockwork Orange), regia di Stanley Kubrick (1971)
- Brivido nella notte (Play Misty for Me), regia di Clint Eastwood (1971)
- Il padrino (The Godfather), regia di Francis Ford Coppola (1972)
- Provaci ancora, Sam (Play It Again, Sam), regia di Herbert Ross (1972)
- La pietra che scotta (The Hot Rock), regia di Peter Yates (1972)
- Corvo rosso non avrai il mio scalpo! (Jeremiah Johnson), regia di Sydney Pollack (1972)
- Città amara - Fat City (Fat City), regia di John Huston (1972)
- Un tranquillo weekend di paura (Deliverance), regia di John Boorman (1972)
- Getaway! (The Getaway), regia di Sam Peckinpah (1972)
- Strada a doppia corsia (Two-Lane Blacktop), regia di Monte Hellman (1972)
- Cabaret, regia di Bob Fosse (1972)
- Lo spaventapasseri (Scarecrow), regia di Jerry Schatzberg (1973)
- American Graffiti, regia di George Lucas (1973)
- L'ultima corvé (The Last Detail), regia di Hal Ashby (1973)
- La rabbia giovane (Badlands), regia di Terrence Malick (1973)
- Serpico, regia di Sidney Lumet (1973)
- Le due sorelle (Sisters), regia di Brian De Palma (1973)
- L'esorcista (The Exorcist), regia di William Friedkin (1973)
- La stangata (The Sting), regia di George Roy Hill (1973)
- Mean Streets - Domenica in chiesa, lunedì all'inferno (Mean Streets), regia di Martin Scorsese (1973)
- Jesus Christ Superstar, regia di Norman Jewison (1973)
- Il lungo addio (The Long Goodbye), regia di Robert Altman (1973)
- Il colpo della metropolitana (Un ostaggio al minuto) (The Taking of Pelham One Two Three), regia di Joseph Sargent (1974)
- Perché un assassinio (The Parallax View), regia di Alan J. Pakula (1974)
- Lenny, regia di Bob Fosse (1974)
- Black Christmas (Un Natale rosso sangue) (Black Christmas), regia di Bob Clark (1974)
- Chinatown, regia di Roman Polański (1974)
- Una calibro 20 per lo specialista (Thunderbolt and Lightfoot), regia di Michael Cimino (1974)
- La conversazione (The Conversation), regia di Francis Ford Coppola (1974)
- Mezzogiorno e mezzo di fuoco (Blazing Saddles), regia di Mel Brooks (1974)
- Frankenstein Junior (Young Frankenstein), regia di Mel Brooks (1974)
- Il padrino - Parte II (The Godfather: Part II), regia di Francis Ford Coppola (1974)
- Sugarland Express (The Sugarland Express), regia di Steven Spielberg (1974)
- Non aprite quella porta (The Texas Chain Saw Massacre), regia di Tobe Hooper (1974)
- Qualcuno volò sul nido del cuculo (One Flew Over the Cuckoo's Nest), regia di Miloš Forman (1975)
- Lo squalo (Jaws), regia di Steven Spielberg (1975)
- Barry Lyndon, regia di Stanley Kubrick (1975)
- I tre giorni del Condor (Three Days of the Condor), regia di Sydney Pollack (1975)
- Nashville, regia di Robert Altman (1975)
- Quel pomeriggio di un giorno da cani (Dogday afternoon), regia di Sidney Lumet (1975)
- Carrie - Lo sguardo di Satana (Carrie), regia di Brian De Palma (1976)
- Il maratoneta (Marathon Man), regia di John Schlesinger (1976)
- Tutti gli uomini del presidente (All the President's Men), regia di Alan J. Pakula (1976)
- Distretto 13: le brigate della morte (Assault on Precinct 13), regia di John Carpenter (1976)
- Taxi Driver, regia di Martin Scorsese (1976)
- Quinto potere (Network), regia di Sidney Lumet (1976)
- Rocky, regia di John G. Avildsen (1976)
- Il prestanome (The Front), regia di Martin Ritt (1976)
- Incontri ravvicinati del terzo tipo (Close Encounters of the Third Kind), regia di Steven Spielberg (1977)
- Io e Annie (Annie Hall), regia di Woody Allen (1977)
- New York, New York, regia di Martin Scorsese (1977)
- Guerre stellari (Star Wars), regia di George Lucas (1977)
- La febbre del sabato sera (Saturday Night Fever), regia di John Badham (1977)
- Le colline hanno gli occhi (The Hills Have Eyes), regia di Wes Craven (1977)
- Il cacciatore (The Deer Hunter), regia di Michael Cimino (1978)
- Tornando a casa (Coming Home), regia di Hal Ashby (1978)
- Halloween - La notte delle streghe  (Halloween), regia di John Carpenter (1978)
- Animal House (National Lampoon's Animal House), regia di John Landis (1978)
- Un mercoledì da leoni (Big Wednesday), regia di John Milius (1978)
- Capricorn One, regia di Peter Hyams (1978)
- Superman, regia di Richard Donner (1978)
- Terrore dallo spazio profondo (Invasion of the Body Snatchers), regia di Philip Kaufman (1978)
- Coma profondo (Coma), regia di Michael Crichton (1978)
- Apocalypse Now, regia di Francis Ford Coppola (1979)
- Manhattan, regia di Woody Allen (1979)
- Brood - La covata malefica (The Brood), regia di David Cronenberg (1979)
- I guerrieri della notte (The Warriors), regia di Walter Hill (1979)
- Alien, regia di Ridley Scott (1979)
- Kramer contro Kramer (Kramer vs. Kramer), regia di Robert Benton (1980)
- The Blues Brothers - I fratelli Blues (The Blues Brothers), regia di John Landis (1980)
- Cruising, regia di William Friedkin (1980)
- Toro scatenato (Raging Bull), regia di Martin Scorsese (1980)
- I cancelli del cielo (Heaven's Gate), regia di Michael Cimino (1980)
- Brubaker, regia di Stuart Rosenberg (1980)
- Shining (The Shining), regia di Stanley Kubrick (1980)
- L'Impero colpisce ancora (Star Wars: The Empire Strikes Back), regia di George Lucas e Irvin Kershner (1980)
- American Gigolò (American Gigolo), regia di Paul Schrader (1980)
- 1997: Fuga da New York (Escape from New York), regia di John Carpenter (1981)
- I predatori dell'arca perduta (Raiders of the Lost Ark), regia di Steven Spielberg e George Lucas (1981)
- I guerrieri della palude silenziosa (Southern Comfort), regia di Walter Hill (1981)
- La cosa (The Thing), regia di John Carpenter (1982)
- Missing - Scomparso (Missing), regia di Costa-Gavras (1982)
- E.T. l'extra-terrestre (E.T.) (1982), regia di Steven Spielberg (1982)
- Blade Runner, regia di Ridley Scott (1982)
- Rambo (First Blood), regia di Ted Kotcheff (1982)
- Il ritorno dello Jedi (Star Wars: Return of the Jedi), regia di George Lucas e Richard Marquand (1983)
- Scarface, regia di Brian De Palma (1983)
- Ghostbusters, regia di Ivan Reitman, Dan Aykroyd e Harold Ramis (1984)
- C'era una volta in America (Once Upon a Time in America), regia di Sergio Leone (1984)

## Attori
- Dan Aykroyd
- Woody Allen
- René Auberjonois
- Ned Beatty
- Warren Beatty
- John Belushi
- Candice Bergen
- Jacqueline Bisset
- Karen Black
- Marlon Brando
- Beau Bridges
- Jeff Bridges
- John Cassavetes
- John Cazale
- Robert De Niro
- Richard Dreyfuss
- Robert Duvall
- Clint Eastwood
- Mia Farrow
- Jane Fonda
- Peter Fonda
- Harrison Ford
- Gene Hackman
- Dustin Hoffman
- Dennis Hopper
- Harvey Keitel
- Steve McQueen
- Jack Nicholson
- Al Pacino
- Sidney Poitier
- Robert Redford
- Roy Scheider
- Martin Sheen
- Donald Sutherland
- John Travolta
- Jon Voight
- Christopher Walken
- Gene Wilder

## Registi
- Woody Allen
- Robert Altman
- Hal Ashby
- Peter Bogdanovich
- John Boorman
- John Carpenter
- John Cassavetes
- Michael Cimino
- Roger Corman
- Francis Ford Coppola
- David Cronenberg
- Brian De Palma
- Miloš Forman
- William Friedkin
- Monte Hellman
- Walter Hill
- Dennis Hopper
- Norman Jewison
- Stanley Kubrick
- John Landis
- George Lucas
- Sidney Lumet
- Terrence Malick
- Paul Mazursky
- John Milius
- Mike Nichols
- Alan J. Pakula
- Sam Peckinpah
- Arthur Penn
- Roman Polański
- Sydney Pollack
- Bob Rafelson
- John Schlesinger
- Paul Schrader
- Martin Scorsese
- Don Siegel
- Steven Spielberg
- Peter Yates

## Documentari sulla Nuova Hollywood
- Easy Riders Raging Bulls di Kenneth Browser (2003)
- A Decade Under the Influence di Ted Demme e Richard LaGravenese (2003)